# Guttmann Miklós (zenész)
Guttmann Miklós (Budapest, 1876. június 27. – Auschwitz, 1944) erdélyi magyar zenekritikus, zeneszerző, zongoraművész.

## Életútja
Guttmann Ignác kereskedő és Lőwinger Berta (1839–1903) fia. Zenei tanulmányait Budapesten végezte Gobbi Henriknél, Várkonyi Bélánál és Reschofsky Sándornál. Az 1920-as években Nagyváradon telepedett le. Zenekritikáit, zeneesztétikai és zenetörténeti írásait a Nagyváradi Napló, Zenei Szemle s a Nagyvárad című napilap közölte. Dalokat és kisebb zongoradarabokat komponált, ezek nyomtatásban is megjelentek. Előadóművészként többek között a Waldbauer-vonósnégyessel, Tötössy Béla zenekarával, Basilides Máriával, Medgyaszay Vilmával, Rita Marcuş-sal lépett fel. Az 1929-es Erdélyi Lexikon említésre méltónak ítéli 3000 kötetre menő kottagyűjteményét és zenei szakkönyvtárát. A fasiszta terror áldozata lett.
1922. december 14-én Budapesten, a Józsefvárosban házasságot kötött Böszörményi Lipót és Schwarcz Anna lányával, Gizellával.